# Hallie Clarke
Hallie Clarke (Belleville, 14 april 2004) is een Amerikaans-Canadees skeletonster.

## Carrière

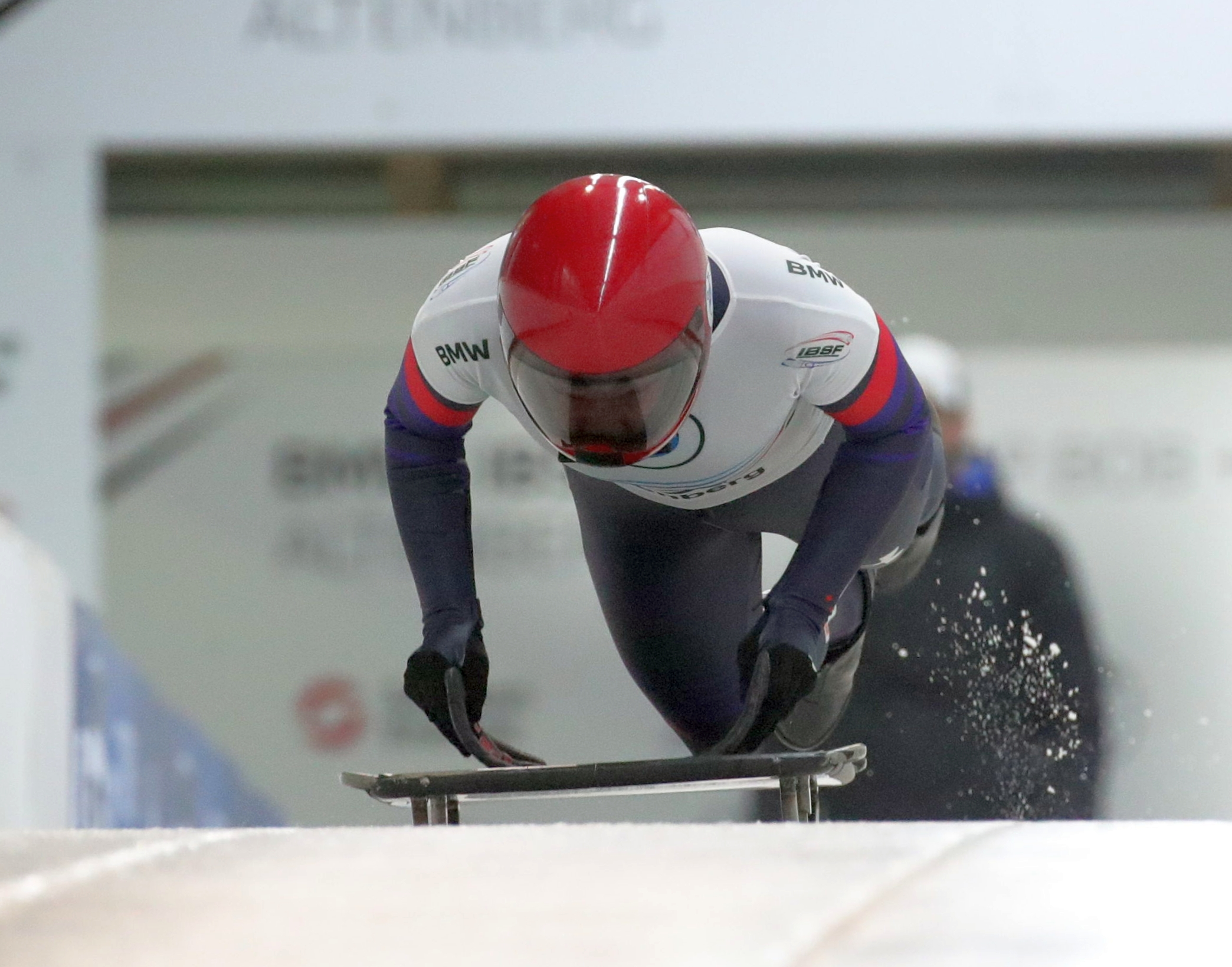
Clarke in actie op de wereldbekerwedstrijd in Altenberg 2023

Clarke bracht een groot deel van haar jeugd door in de VS en beoefende lacrosse, hockey en basketbal In 2018, kort na haar verhuizing naar Calgary (Canada), probeerde ze voor een eerste keer skeleton en kort daarna startte  haar carrière  op dit sportonderdeel. In 2019 nam ze deel aan de OMEGA Youth Series in Lake Placid waar ze twee keer een tweede plaats behaalde, telkens achter Zhao Dan. Begin december in de wedstrijden in Park City werd ze eerst tweede achter opnieuw Zhao Dan maar de dag erna won ze de wedstrijd. In januari 2020 nam ze deel aan de Olympische Jeugdwinterspelen in Sankt Moritz waar ze een twaalfde plaats behaalde.
In het seizoen 2021/22 nam ze deel aan de North American Cup. In de eerste drie wedstrijden die gehouden werden in Whistler werd ze eenmaal tweede achter Nicole Rocha Silveira en twee keer derde. Enkele dagen later nam ze ook in Whistler deel aan de Intercontinental Cup, ze werd de eerste dag tweede achter de Duitse Sophia Griebel en de tweede dag vierde. Een week later nam ze in de North American Cup deel in Park City, ze werd vijfde en zesde. Enkele dagen later in de Intercontinental Cup behaald ze een vierde en vijfde plaats. Op 3 december nam ze deel aan de IC-wedstrijd in Innsbruck waar ze derde werd. Tien dagen later in Sigulda bereikte ze een vierde plaats. Ze sloot het seizoen in de Intercontinental Cup af in Altenberg waar ze een derde en vierde plaats behaalde. Ze werd in de eindstand van de Intercontinental Cup tweede achter de Duitse Susanne Kreher en in de North American Cup zevende. Ze wisselde ne het seizoen naar de Amerikaanse federatie en kwam sindsdien uit voor de Amerikaanse ploeg onder coach Joseph Cecchini.
In het seizoen 2022/23 won ze haar eerste wedstrijd begin november in de North American Cup van Whistler de tweede dag werd ze derde achter Anna Fernstädt en Nicole Rocha Silveira. Twaalf dagen later maakte ze in Whistler haar wereldbekerdebuut en wist meteen een tweede plaats te behalen achter de Duitse Hannah Neise. Op 1 december nam ze opnieuw deel aan de Wereldbeker met een negende plaats in Park City. Ze werd in december ook vierde op de IBSF Push Wereldkampioenschappen. Op 16 december werd ze 18e in de wereldbeker in Lake Placid. Op zes januari behaalde ze een 17e plaats in de wereldbekerwedstrijd van Winterberg. Op de junior wereldkampioenschappen werd ze vierde maar was wel de beste onder de leeftijd van 20 jaar. Op 20 januari 2023 behaalde ze een 15e plaats in de wereldbekerwedstrijd van Altenberg. Ze nam in 2023 ook deel aan haar eerste wereldkampioenschappen ze werd tiende individueel en in de gemengde competitie aan de zijde van Andrew Blaser behaalden ze een achtste plaats. In de wereldbekerwedstrijd van Innsbruck behaalde ze voor een tweede keer een tweede plaats in de wereldbeker ditmaal achter de Nederlandse Kimberley Bos. Ze sloot het seizoen af als 11e in de North American Cup en als 13e in de wereldbeker.

## Resultaten

### Wereldkampioenschappen
| Jaar | Plaats       | Resultaat                  |
| ---- | ------------ | -------------------------- |
| 2023 | Sankt Moritz | 10e Individueel 8e Gemengd |

### Wereldbeker
Eindklasseringen
| Seizoen   | Rang |
| --------- | ---- |
| 2022/2023 | 13e  |
| 2023/2024 | 11e  |
| 2024/2025 | 17e  |